# 折威七
折威七 (σ Lib / 天秤座σ)是在天秤座的一顆恆星。视星等3.29，可以用肉眼看见。基于视差测量，该星與地球的距離約為288光年。

## 名称
雖然這顆恆星位於天秤座內，遠離天蝎座和天秤座的邊界，但它原本的拜耳名稱是天蠍座γ，直到19世紀，他才被重新命名為天秤座σ。
他在西方的固有名字是 Brachium ("前肢"Latin)、Cornu ("角"Latin), 和Zuben el Genubi ("南螯"阿拉伯)。

## 特性
折威七的恒星分类为M3III，是一颗红巨星。它是一个脉动周期20天的半规则变星。它在15-20分钟的时间尺度上表现出视星等0.1-0.15的小幅变化，间隔时间为2.5-3.0小时。这种变化表示该星在渐近巨星分支上，经由环绕碳-氧核心的壳层氢，氦聚变产生能量。

## 外部連結
- Zubenhakrabi